# Alan Pérez
Alan Pérez Lezaun (født 15. juli 1982) er en tidligere spansk professionel landevejsrytter.